# R-Net
R-nettet er et højklasset kollektivt trafiknet bestående af buslinjer og lokalbaner i Movias dækningsområde på Sjælland, Lolland, Falster og Møn. R-nettet er oprindeligt et resultat af Region Sjællands trafikplan, men det omfatter nu også linjer i Region Hovedstaden. R’et er tildelt linjer, der betjener primære regionale rejsemål med høj frekvens og direkte rute standser ved alle stoppesteder/stationer. Busdriften drives af forskellige busentreprenører, mens lokalbanerne drives af Lokaltog, som Movia er medejer af.
R-nettets koncept er enkelt: Mandag-fredag i dagtimerne (kl. 6-20) opererer R-nettet med halvtimes drift. I aftentimerne samt i weekender er der timedrift. Enkelte linjer har supplerende afgange, typisk i myldretiderne. R-nettet binder regionerne sammen trafikalt med de øvrige bus- og togforbindelser. Køreplanerne er optimeret, således at relevante korrespondancer prioriteres, hvor det er muligt. Busserne standser i modsætning til S-busserne i Hovedstadsområdet normalt ved alle stoppesteder undervejs, hvis der er passagerer, der skal af eller på. Der er dog enkelte gennemkørende ture på visse linjer i myldretiden. Lokalbanerne har dels et antal stationer, hvor alle tog standser uanset behov, og dels et antal hvor der kun standses, hvis der er passagerer, der har trykket på en stopknap i toget eller på perronen. Sidstnævnte stationer er markeret med T for trinbræt i nedenstående oversigter.
R-nettet havde premiere søndag 13. december 2009 med fire linjer i Vestsjælland. Året efter, 12. december 2010 udvidedes nettet med yderligere R-linjer på resten af Sjælland, Lolland, Falster og Møn. Også ved flere senere lejligheder er R-nettet blevet udvidet. Etableringen af R-nettet har medført grundlæggende reformering af det regionale linjenet samt enkelte ændringer på lokallinjerne. Derudover er infrastrukturen på en række lokalbaner opgraderet i form af modernisering af spor, signal- og sikringsanlæg samt anlæg af transversaler, der giver flere krydsningsmuligheder på de ellers enkeltsporede strækninger. Dermed er den tilladte maksimalhastighed øget på flere af banerne til gavn for passagerer og driftsøkonomien.
R-nettet markedsføres med sloganet "Nemt til alt".

## R-nettet
Status pr. 30. juni 2024.

### Buslinjer
| Nummer | Oprettet          | Rute | Bemærkninger |
| ------ | ----------------- | --- | --- |
| 230R   | 12. december 2010 | Roskilde st. – Svogerslev – Gevninge – Lyndby – Kirke Hyllinge – Biltris – Skibby – Lyngerup – Over Dråby – Jægerspris – Frederikssund st.     | Sidste afgang om aftenen fra Roskilde st. kører via Sæby og Gershøj. Disse betjenes ikke på andre ture. |
| 240R   | 29. juni 2025     | Ringsted st. – Ringstedet – Ortved – Jystrup – Egemose – Osted – Rorup – Øm – Roskilde st.                                                     | |
| 245R   | 25. marts 2018    | Køge st. – Lille Salby – Ejby – Nørre Dalby – Borup st.                                                                                        | Kører også nat efter fredag og lørdag. |
| 260R   | 12. december 2010 | Køge st. – Køge Gymnasium – Lellinge – Vemmedrup – Bjæverskov – Slimminge – Fjællebro – Ringsted st.                                           | Mellem Køge st. og Slimminge køres der også nat efter fredag og lørdag. |
| 310R   | 11. december 2011 | Frederikssund st. – Slangerup Rutebilstation – Uggeløse – Lynge – Farum st.                                                                    | |
| 320R   | 9 december 2012   | Helsinge st. – Skærød – Ramløse – Vinderød – Frederiksværk st. – Kregme – Ølsted st. – Store Havelse – Frederikssund st.                       | |
| 330R   | 30. juni 2024     | Rungsted Kyst st. – Hørsholm – Usserød – Sjælsmark – Blovstrød – Allerød st. – Allerød, Rønneholtparken                                        | |
| 360R   | 12. december 2010 | Gilleleje st. – Kysthusene – Smidstrup Strand – Udsholt – Blistrup – Helsinge st.                                                              | Kører også enkelte afgange nat efter fredag og lørdag. |
| 365R   | 11. december 2016 | Kokkedal st. – Egedal – Lønholt – Asminderød – Fredensborg st.                                                                                 | Efter ankomst til Fredensborg st. køres der en runde via Sørup og Sørupvej, før der returneres til stationen. |
| 370R   | 27. juni 2021     | Fredensborg st. - Aminderød - Søholm - Humlebæk - Humlebæk st. - Dageløkkeparken                                                               | Efter ankomst til Fredensborg st. køres der en runde i Fredensborg by, før der returneres til stationen. |
| 375R   | 14. december 2014 | Hillerød st. – Kongens Vænge – Karlebo – Kokkedal – Usserød – Hørsholm – Rungsted Kyst st. – Hørsholm Hallen                                   | |
| 380R   | 12. december 2010 | Hillerød st. – Ullerød – Tulstrup – Alsønderup – Nejede – Annisse – Helsinge st.                                                               | Kører også enkelte afgange nat efter fredag og lørdag. |
| 390R   | 12. december 2010 | Helsingør st. – Gurre – Tikøb – Harreshøj – Esrum – Esbønderup – Græsted Syd st. – Nejlinge – Helsinge st.                                     | |
| 430R   | 13. december 2009 | Slagelse st. – Havrebjerg – Løve – Høng st. – Rye - Gørlev – Svallerup – Rørby – Kalundborg st.                                                | På skoledage køres to ture om eftermiddagen fra Slagelse st. til Kalundborg st., der kun stopper ved Gørlev Skole undervejs. I modsat retning køres om morgenen mandag-fredag en tur, der ikke stopper mellem Kalundborg st. og Rye. |
| 440R   | 12. december 2010 | Ringsted st. – Mulstrup – Sneslev – Førslev – Simmendrup – Haslev st.                                                                          | På hverdage fortættes en gang i timen fra Haslev st. som linje 263 til Faxe Bystation og omvendt. |
| 460R   | 8. august 2020    | Ringsted st. – Fjenneslev - Slaglille - Sorø Byterminal - Haverup - Slagelse st.                                                               | |
| 470R   | 13. december 2009 | Slagelse st. – Slots Bjergby – Lundforlund – Boeslunde – Skælskør Rutebilstation                                                               | På skoledage køres en tur fra Slagelse st. om morgenen, der ikke stopper mellem Gerlev Idrætshøjskole og Holmevej, SANO. |
| 480R   | 13. december 2009 | Slagelse st. – Rosted – Sørbymagle – Fuglebjerg Terminal – Kyse – Vallensved – Næstved st.                                                     | |
| 620R   | 12. december 2010 | Næstved st. – Rønnebæk Huse – Mogenstrup – Blangslev – Risby – Bårse – Præstø (– Præstø Skole)                                                 | Præstø Skole betjenes kun på skoledage og kun af en afgang til om morgenen og tre afgange fra om eftermiddagen. |
| 630R   | 12. december 2010 | Næstved st. – Holme-Olstrup – Toksværd – Vester Egede – Rønnede – Kongsted – Faxe Bystation – Fakse Syd st. – Fakse Ladeplads                  | |
| 660R   | 12. december 2010 | Vordingborg st. – Vordingborg Uddannelsescenter – Nyråd – Stensved – Langebæk – Gammel Kalvehave – Koster – Tjørnemarke – Stege Rutebilstation | |
| 661R   | 15. december 2013 | Præstø – Allerslev – Mern – Øster Egesborg – Ørslev – Vordingborg Uddannelsescenter – Vordingborg st. – Ore                                    | |
| 680R   | 29. juni 2025     | Næstved st. – Næstved Sygehus – Gelsted – Ravnstrup – Glumsø st. – Sandby – Vetterslev – Høm – Ringsted st.                                    | |
| 720R   | 12. december 2010 | Maribo st. – Hillested – Sædinge – Rødby Rutebilstation – Lalandia Rødby – Rødbyhavn – Rødby Færge st.                                         | |

### Nedlagte buslinjer
| Nummer | Oprettet          | Nedlagt           | Rute                                                             | Bemærkninger |
| ------ | ----------------- | ----------------- | ---------------------------------------------------------------- | --- |
| 420R   | 13. december 2009 | 18. december 2016 | Slagelse st. – Dianalund – Stenlille st. – Ugerløse – Holbæk st. | Mellem Dianalund og Holbæk st. standsedes kun ved udvalgte stoppesteder. På skoledage kørtes to ture i hver retning om morgenen, der kun stoppede ved Vestsjællandscentret, Munke Bjergby, Stenlille st., Stenmagle, Ugerløse syd, Ugerløse nord og Gl. Ringstedvej. Munke Bjergby betjentes ikke på andre ture. Ændret til almindelig linje 420 og omlagt via Munke Bjergby i stedet for Dianalund. |

### Jernbaner
Alle de jernbaner der indgår i R-Nettet - Østbanen + den nordlige del af Lille Syd (linje 110R og 210R), Odsherredsbanen (linje 510R), Lollandsbanen (linje 710R), Frederiksværkbanen (linje 920R), Lille Nord (linje 930R), Gribskovbanen (linje 950R og 960R) og Hornbækbanen (linje 940R) - drives af Lokaltog. Selskabet står også bag Tølløsebanen (linje 410) mellem Slagelse og Tølløse og Nærumbanen (linje 910) mellem Jægersborg og Nærum, men de er imidlertid ikke en del af R-Nettet.
På nogle strækninger er der varierende standsningsmønstre i dagtimerne, hvor visse stationer kun betjenes en gang i timen. På Frederiksværkbanen kører der desuden ekstratog som linje 920E.
| Nummer | Jernbane              | Rute | Bemærkninger |
| ------ | --------------------- | --- | --- |
| 110R   | Østbanen og Lille Syd | Roskilde st. – Gadstrup st. – Havdrup st. – Lille Skensved st. – Ølby st. – Køge st. – Egøje T. – Vallø T. – Grubbberholm T. – Himlingøje T. – Hårlev st. – Lille Linde T. – Karise st. – Tokkerup T. – Fakse Syd st. – Fakse Ladeplads st.                            | I dagtimerne mandag-fredag køres Køge - Faxe Ladeplads og uden stop mellem Køge og Hårlev. I dagtimerne lørdag-søndag køres Roskilde - Faxe Ladeplads med stop ved alle stationer. Om aftenen alle dage køres kun Hårlev - Faxe Ladeplads.                                         |
| 210R   | Østbanen og Lille Syd | Roskilde st. – Gadstrup st. – Havdrup st. – Lille Skensved st. – Ølby st. – Køge st. – Egøje T. – Vallø T. – Grubbberholm T. – Himlingøje T. – Hårlev st. – Varpelev T. – Klippinge st. – Store Heddinge st. – Rødvig st.                                              | |
| 510R   | Odsherredsbanen       | Holbæk st. – Stenhus T. – Ny Hagested T. – Gislinge st. – Svinninge st. – Hørve st. – Fårevejle st. – Asnæs st. – Grevinge st. – Vig st. – Nr. Asmindrup T. – Sommerland Sjælland T. – Højby T. – Nyled T. – Nykøbing Sjælland st.                                     | Mandag-fredag i dagtimerne standses skiftevis ved Ny Hagested og Grevinge. Sommerland Sjælland betjenes kun fra april til oktober. |
| 710R   | Lollandsbanen         | Nykøbing Falster st. – Øster Toreby T. – Grænge T. – Sakskøbing st. – Maribo st. – Ryde T. – Søllested st. – Avnede T. – Nakskov | |
| 920R   | Frederiksværkbanen    | Hillerød st. – Favrholm st. – Brødeskov T. – Gørløse T. – Skævinge st. – Grimstrup T. – Ølsted st. – Kregme T. – Lille-Kregme T. – Frederiksværk st. – Hanehoved T. – Melby st. – Dyssekilde T. – Østerbjerg T. – Vibehus st. – Hundested st. – Hundested Havn st.     | Halvtimes drift alle dage i dagtimerne. Hundested Havn betjenes kun en gang i timen. |
| 920E   | Frederiksværkbanen    | Hillerød st. – Favrholm st. – Skævinge st. – Ølsted st. – Lille Kregme T. – Frederiksværk st. – Vibehus st. – Hundested st. | Hurtigtog en gang i timen mandag-fredag i dagtimerne. |
| 930R   | Lille Nord            | Hillerød st. – Grønholt T. – Kratbjerg T. – Fredensborg st. – Langerød T. – Kvistgård st. – Mørdrup T. – Snekkersten st. – Helsingør st. | Halvtimes drift alle dage i dagtimerne. |
| 940R   | Hornbækbanen          | Gilleleje – Gilleleje Øst T. – Stæremosen T. – Søborg T. – Firhøj T. – Dronningmølle – Kildekrog T. – Horneby Sand T. – Hornbæk – Karinebæk T. – Saunte T. – Skibstrup T. – Ålsgårde st. – Hellebæk st. – Højstrup T. – Marienlyst T. – Grønnehave st. – Helsingør st. | Halvtimes drift alle dage i dagtimerne. Mandag-fredag om morgenen og formiddagen betjenes Søborg kun på hver anden afgang. Om eftermiddagen og i dagtimerne i weekenden stoppes i skiftevis Gilleleje Øst og Søborg. Togene kommer til og fortsætter fra Gilleleje som linje 950R. |
| 950R   | Gribskovbanen         | Hillerød st. – Slotspavillonen T. – Kagerup T. – Mårum T. – Saltrup T. – Græsted Syd – Græsted – Pårup T. – Fjellenstrup T. – Gilleleje | Halvtimes drift alle dage i dagtimerne. Slotspavillonen betjenes primært aften. I eftermiddagsmyldretiden og i dagtimerne i weekenden betjenes Pårup kun af hver anden afgang. Togene fortsætter fra og ankommer til Gilleleje som linje 940R.                                     |
| 960R   | Gribskovbanen         | Hillerød st. – Slotspavillonen T. – Gribsø T. – Kagerup st. – Duemose T. – Helsinge st. – Troldebakkerne T. – Ørby T. – Vejby st. – Holløse T. – Godhavn T. – Tisvildeleje st.                                                                                         | Halvtimes drift alle dage i dagtimerne. Gribsø betjenes kun på hver anden afgang i dagtimerne og kun delvist i myldretiderne. Ørby betjenes kun af hver anden afgang i dagtimerne. Aften og weekend stoppes ved alle stationer.                                                    |